# 俄罗斯民主党

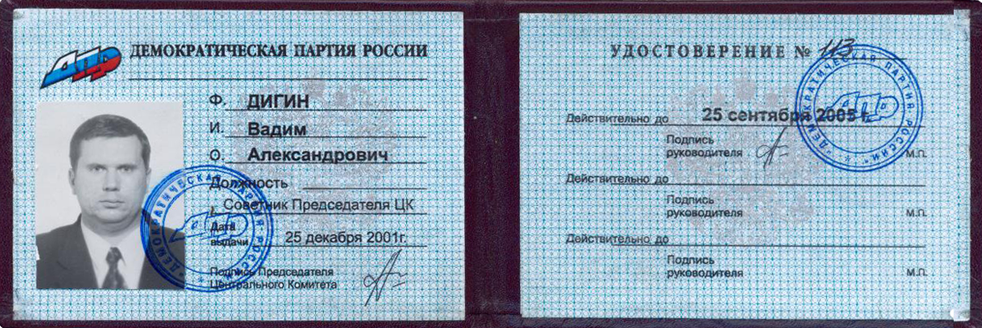
党员证件
(1992–2006)

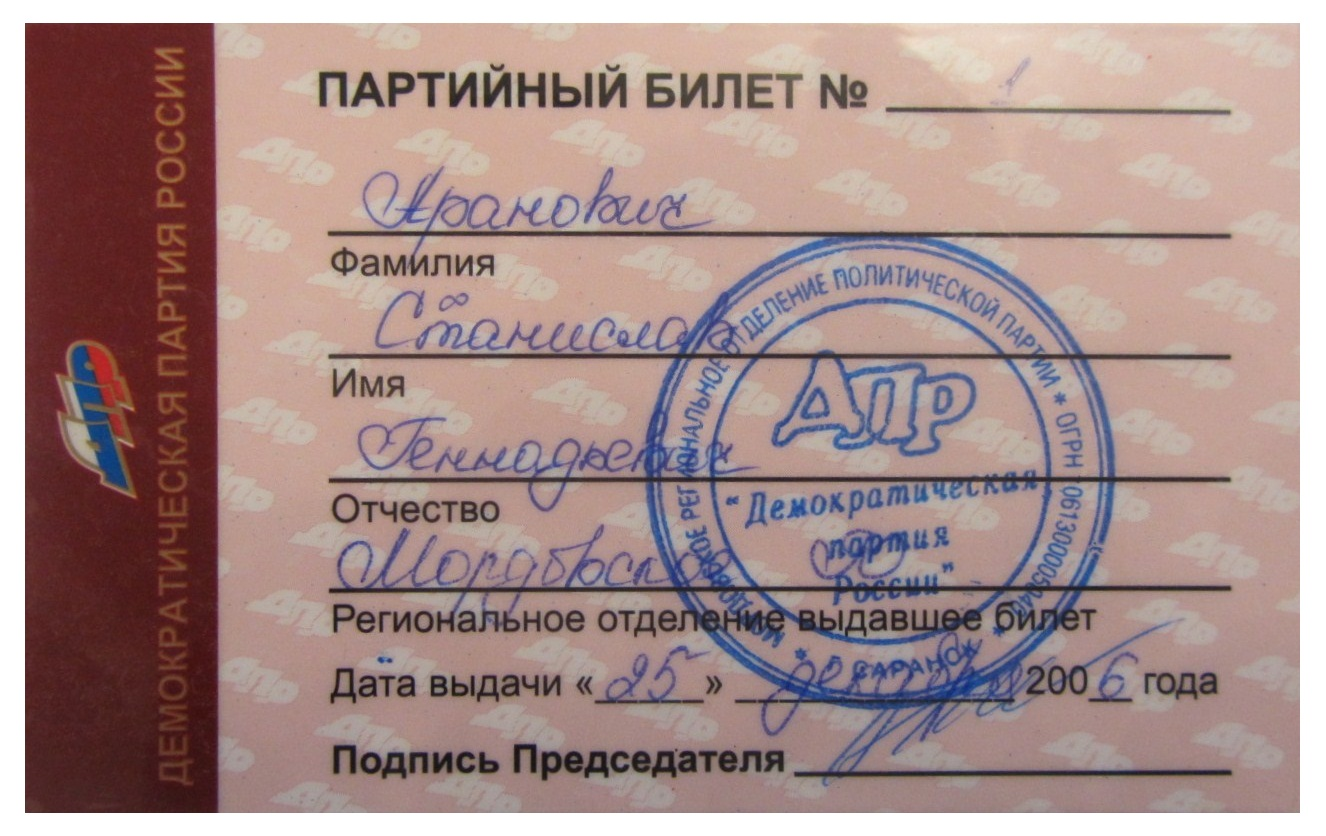
党员证件
(2006–2008)

俄罗斯民主党（羅馬化：Demokraticheskaya Partiya Rossii）是一个成立于1990年的俄罗斯保守主义政党。在安德烈·波格丹诺夫领导下，该党倡导俄罗斯加入欧洲联盟。2008年，俄罗斯民主党与其它几个党一起合并成为成长党。该党于2012年重建并正式官方注册。

## 历史
俄罗斯民主党由尼古拉·特拉夫金组建。其他早期领导者包括斯坦尼斯拉夫·格沃卢金和谢尔盖·格拉兹耶夫。 在20世纪90年代，它是一个着名的民主党派，在第一届国家杜马中占有席位，并且是民主俄罗斯联盟的成员。1991年政变后，该党从自由主义的反共主义演变为中间派（1992-1993），后来演变为温和的俄罗斯民族主义(1994–1995)。

## 选举历史
- 1993年俄罗斯立法选举（英语：Russian legislative election, 1993） – 2,969,533 票(5.52%)14席
- 2003年俄罗斯立法选举（英语：Russian legislative election, 2003） – 136,294票(0.22%)
- 2007年俄罗斯立法选举（英语：Russian legislative election, 2007） – 89,780票(0.13%)
- 2008年俄罗斯总统选举 – 968,344票(1.31%)